# Paul Trautvetter
Paul Trautvetter (* 15. März 1889 in Pfäffikon ZH; † 5. Mai 1983 in Zürich) war ein Schweizer reformierter Pfarrer und Pazifist.
Trautvetter war durch die religiös-soziale Bewegung von Leonhard Ragaz beeinflusst. Mit verschiedenen Aktionen brachte er rechtsbürgerliche Kreise gegen sich auf.
Gemeinsam mit Karl von Greyerz, Robert Lejeune und Rudolf Liechtenhahn gründete er im Herbst 1925 in Schaffhausen die „Vereinigung antimilitaristischer Pfarrer“, die bereits im Folgejahr 100 Mitglieder zählte.
„In der Zürcher Kirchensynode wandte er sich 1942 gegen die Vollstreckung der Todesstrafe an den wegen Landesverrats Verurteilten.“
Von 1946 bis 1948 war Paul Trautvetter Redaktor der Zeitschrift Neue Wege, und von 1949 bis 1975 war er Redaktor des Aufbaus.
Als Pfarrer wirkte er von 1912 bis 1918 in Oberhallau und anschliessend bis 1954 in Zürich-Höngg, wo seit 2004 ein Weg nach ihm benannt ist.